# ISO 4
L'ISO 4 (Information et documentation - Règles pour l'abréviation des mots dans les titres et des titres des publications) est une norme de l'Organisation internationale de normalisation (ISO) qui définit un système uniforme pour les abréviations des titres des publications en séries.

## Historique
La première édition de l'ISO 4 date de 1972. La norme a été révisée en 1984. Sa version actuelle est de 1997 . Elle est mise à jour par le Centre international de l'ISSN. Celui-ci tient la « Liste d’abréviations de mots de titres » (en anglais : List of Title Word Abbreviations) qu'il met à jour annuellement.

## Élaboration
La norme ISO 4 est élaborée et révisée par le sous-comité SC 9 « Présentation, identification et description des documents » du comité technique ISO/TC 46 « Information et documentation » de l'ISO.

## Utilisation
La principale utilisation de la norme ISO 4 est d’abréger les titres de revues scientifiques dans les citations. Par exemple, lorsque l’on cite un article du European Physical Journal, la norme ISO 4 recommande l’abréviation « Eur. Phys. J. ».

## Contenu

### Méthodes
La norme recommande l'abréviation par troncature (truncation) qu'elle définit comme l'abréviation d'un mot par suppression de deux ou plusieurs lettres contiguës à la fin de ce mot.

### Abréviations

#### Types de média
- journal : j.
- Nachrichten (de) : Nachr.
- notice (en) : Not.

#### Domaines
- astronom- : astron.
- astrophys- : astrophys.
- Chemical (en) : Chem.
- constitution(-) : const.
- law (en) : l.
- physical : phys.
- planet- : planet.
- science : sci.

#### Noms de personnes
Les noms de personnes ne sont pas abrégés. Les adjectifs formés à partir de noms de personnes peuvent être abrégés en réduisant l'adjectif au nom de personne.
Exemple :
- Mozart n'est pas abrégé ;
- mozartien = mozart.

#### Noms de lieux
Les noms de lieux peuvent être abrégés, notamment ceux qui se terminent par des suffixes tels que -burgh, -ton, -ville, etc.
Exemples :
- Fribourg = Fribg.
- Southampton = Southampt.

Continents/pays :
- internation- (fr + en) : int.
- Europe : Eur.
- Amérique / America(n) : Am.
- Serbie : Serb.

#### Autres
- royal : r.
- Society (en) : Soc.